# زن حرم‌سرا و برده
زن حرمسرا و برده یا اودالیسک با برده یا کنیزک با یک برده (به فرانسوی: L' Odalisque à l' esclave)، یک تابلوی نقاشی با مضمون شرقی از یک زن حرمسرا است که توسط ژان اگوست دومینیک انگر، در سال ۱۸۳۹ و جهت یک مجموعه خصوصی متعلق به چارلز مارکوت ترسیم شده‌است. این تابلوی نقاشی در موزه هنری فاگ واقع در کمبریج، ایالت ماساچوست به معرض نمایش گذاشته شده‌است.
انگر یک نسخه مشابه از این نقاشی را، (که در سمت چپ نشان داده شده‌است)، در سال ۱۸۴۲ و با کمک دو نفر از شاگردان خویش، یعنی پائول و ژان ایپولیت فلاندرین خلق نمود، که این نسخه در حال حاضر در موزه هنر والترز در بالتیمور قرار داده شده‌است. این نسخه البته متفاوت از نسخه اصلی این اثر است که در آن منظره یک باغ نیز به چشم می‌خورد و توسط پائول فلاندرین و با الهام از پارک موجود در اطراف قلعه دامپیر، نقاشی شده‌است.